# Torneo di Amsterdam
Il Torneo di Amsterdam è stato un torneo calcistico a carattere amichevole, disputato d'estate ad Amsterdam.
Fu organizzato per la prima volta nel 1975 per celebrare i 700 anni della fondazione di Amsterdam (1275-1975). Sospeso nel 1993, fu ripreso dal 1999 al 2009. L'ultima organizzazione è stata curata da IEP (International Event Partnership).
Il torneo vedeva annualmente la partecipazione dell'Ajax e di altri tre club mondiali.

## Albo d'oro
- 1975 -   RWD Molenbeek
- 1976 -   Anderlecht
- 1977 -   AZ Alkmaar
- 1978 -   Ajax
- 1979 -   AZ Alkmaar
- 1980 -   Ajax
- 1981 -   Ipswich Town
- 1982 -   AZ Alkmaar
- 1983 -   Feyenoord
- 1984 -   Atlético Mineiro
- 1985 -   Ajax
- 1986 -   Dinamo Kiev

- 1987 -   Ajax
- 1988 -   Sampdoria
- 1989 -   Malines
- 1990 -   Club Bruges
- 1991 -   Ajax
- 1992 -   Ajax
- 1993 - Non disputato
- 1994 - Non disputato
- 1995 - Non disputato
- 1996 - Non disputato
- 1997 - Non disputato
- 1998 - Non disputato

- 1999 -   Lazio
- 2000 -   Barcellona
- 2001 -   Ajax
- 2002 -   Ajax
- 2003 -   Ajax
- 2004 -   Ajax
- 2005 -   Arsenal
- 2006 -   Manchester Utd
- 2007 -   Arsenal
- 2008 -   Arsenal
- 2009 -   Benfica

## Regolamento
Dall'edizione del 1999 è stato adottato un nuovo formato: le quattro squadre partecipanti disputano due incontri a testa e, per incentivare lo spettacolo e il divertimento degli spettatori, è stato introdotto il Points Scoring System, una particolare modalità di punteggio.
Per stabilire la squadra vincitrice al termine di ogni incontro vengono attribuiti dei punti:
- 3 punti per la vittoria;
- 2 punti per il pareggio con vittoria ai rigori
- 1 punto per il pareggio con sconfitta ai rigori;
- 1 punto per ogni rete segnata nei tempi regolamentari.

Al termine degli incontri viene stilata una classifica che tenga conto dell'aggregato dei punti raccolti, nel caso in cui due o più squadre ottengano il medesimo punteggio al termine del torneo, il vincitore verrà scelto tenendo conto di tre criteri consequenziali tra di loro:
- + gol fatti: maggior numero di reti segnate nei tempi regolamentari dei due incontri disputati.
- - gol subiti: minor numero di reti subite nei tempi regolamentari dei due incontri disputati.
- gol più veloce: rete segnata nel minor tempo nel tempo regolamentare dei due incontri.

## Edizioni
| Anno | Vincitrice     | Seconda         | Terza          | Quarta          |
| ---- | -------------- | --------------- | -------------- | --------------- |
| 1999 | Lazio          | Santos          | Ajax           | Atlético Madrid |
| 2000 | Barcellona     | Ajax            | Lazio          | Arsenal         |
| 2001 | Ajax           | Milan           | Valencia       | Liverpool       |
| 2002 | Ajax           | Barcellona      | Manchester Utd | Parma           |
| 2003 | Ajax           | Inter           | Galatasaray    | Liverpool       |
| 2004 | Ajax           | River Plate     | Panathīnaïkos  | Arsenal         |
| 2005 | Arsenal        | Porto           | Boca Juniors   | Ajax            |
| 2006 | Manchester Utd | Inter           | Porto          | Ajax            |
| 2007 | Arsenal        | Atlético Madrid | Ajax           | Lazio           |
| 2008 | Arsenal        | Inter           | Siviglia       | Ajax            |
| 2009 | Benfica        | Ajax            | Sunderland     | Atlético Madrid |

### 1999

#### Informazioni[1]
Il Torneo di Amsterdam 1999 si è svolto tra il 31 luglio e il 1º agosto del 1999. A occuparsi dell'organizzazione è stata la società The International Event Partnership, che ha deciso di ridare vita, dopo sei anni, alla competizione che fu istituita nel 1975 per celebrare i 700 anni della fondazione di Amsterdam (1275-1975). Tutti gli incontri sono stati disputati all'Amsterdam ArenA, nei Paesi Bassi.
Giunto alla sua diciannovesima edizione è stato vinto dalla Lazio, che è riuscita a prevalere sulle altre tre squadre partecipanti, la squadra di casa l'Ajax, gli spagnoli dell'Atlético Madrid e i brasiliani del Santos.

#### Classifica
| Squadra            | Pt | G | V | N | P | RF | RS | DR |
| ------------------ | -- | - | - | - | - | -- | -- | -- |
| 1. Lazio           | 12 | 2 | 2 | 0 | 0 | 6  | 3  | +3 |
| 2. Santos          | 8  | 2 | 1 | 1 | 0 | 4  | 1  | +3 |
| 3. Ajax            | 3  | 2 | 0 | 0 | 2 | 3  | 7  | -4 |
| 4. Atlético Madrid | 2  | 2 | 0 | 1 | 1 | 1  | 3  | -2 |

#### Incontri
| Amsterdam 31 luglio 1999                                                               | Lazio     | 3 – 1     | Atlético Madrid | Amsterdam ArenA |
| \| \| \| \| \| F. Couto, 50’ Lombardo, 90’ S. Inzaghi 10’ \| Marcatori \| 16’ Luque \| |           |           |                 |                 |
|                                                                                        |           |           |                 |                 |
| F. Couto, 50’ Lombardo, 90’ S. Inzaghi 10’                                             | Marcatori | 16’ Luque |                 |                 |

| Amsterdam 31 luglio 1999                                                                     | Ajax      | 1 – 4                                        | Santos | Amsterdam ArenA |
| \| \| \| \| \| Arveladze 71’ \| Marcatori \| 11’ Ailton, 13’, 52’ Dodô, 80’ Valdir Bigode \| |           |                                              |        |                 |
|                                                                                              |           |                                              |        |                 |
| Arveladze 71’                                                                                | Marcatori | 11’ Ailton, 13’, 52’ Dodô, 80’ Valdir Bigode |        |                 |

| Amsterdam 1º agosto 1999 | Santos | 0 – 0 (4-5 d.c.r) | Atlético Madrid | Amsterdam ArenA |

| Amsterdam 1º agosto 1999                                                                               | Ajax      | 2 – 3                                               | Lazio | Amsterdam ArenA |
| \| \| \| \| \| Knopper 40’, 71’ \| Marcatori \| 15’ Bokšić, 20’ (rig.) Mihajlović, 60’ K. Andersson \| |           |                                                     |       |                 |
| |           |                                                     |       |                 |
| Knopper 40’, 71’                                                                                       | Marcatori | 15’ Bokšić, 20’ (rig.) Mihajlović, 60’ K. Andersson |       |                 |

### 2000

#### Informazioni[2]
Il Torneo di Amsterdam 2000 si è svolto tra il 3 agosto e il 5 agosto del 2000. A occuparsi dell'organizzazione è stata la società The International Event Partnership, che ha deciso di riproporre l'esperienza dell'edizione del 1999 vinta dalla Lazio . Tutti gli incontri sono stati disputati all'Amsterdam ArenA, nei Paesi Bassi.
Il torneo è giunto alla sua ventesima edizione (seconda nel suo nuovo formato) ed è stato vinto dagli spagnoli del Barcellona che sono riusciti a prevalere sugli altri club partecipanti, l'Ajax, squadra organizzatrice, la Lazio e l'Arsenal.

#### Classifica
| Squadra       | Pt | G | V | N | P | RF | RS | DR |
| ------------- | -- | - | - | - | - | -- | -- | -- |
| 1. Barcellona | 9  | 2 | 1 | 1 | 0 | 5  | 4  | +1 |
| 2. Ajax       | 6  | 2 | 1 | 1 | 0 | 2  | 0  | +2 |
| 3. Lazio      | 5  | 2 | 0 | 2 | 0 | 3  | 3  | 0  |
| 4. Arsenal    | 1  | 2 | 0 | 0 | 2 | 1  | 4  | -3 |

#### Incontri
| Amsterdam 3 agosto 2000 | Ajax | 0 – 0 | Lazio | Amsterdam ArenA |

| Amsterdam 3 agosto 2000                                                   | Barcellona | 2 – 1     | Arsenal | Amsterdam ArenA |
| \| \| \| \| \| Guardiola, 39’ Cocu 3’ (rig.) \| Marcatori \| 33’ Tomas \| |            |           |         |                 |
|                                                                           |            |           |         |                 |
| Guardiola, 39’ Cocu 3’ (rig.)                                             | Marcatori  | 33’ Tomas |         |                 |

| Amsterdam 5 agosto 2000                                                                     | Lazio     | 3 – 3                      | Barcellona | Amsterdam ArenA |
| \| \| \| \| \| Mihajlović, 35’, 40’ Salas 22’ \| Marcatori \| 36’ Dani, 65’, 75’ Rivaldo \| |           |                            |            |                 |
|                                                                                             |           |                            |            |                 |
| Mihajlović, 35’, 40’ Salas 22’                                                              | Marcatori | 36’ Dani, 65’, 75’ Rivaldo |            |                 |

| Amsterdam 5 agosto 2000                                   | Ajax      | 2 – 0 | Arsenal | Amsterdam ArenA |
| \| \| \| \| \| 38’ Arveladze, Hosé 89’ \| Marcatori \| \| |           |       |         |                 |
|                                                           |           |       |         |                 |
| 38’ Arveladze, Hosé 89’                                   | Marcatori |       |         |                 |

### 2001

#### Informazioni[3]
Il Torneo di Amsterdam 2001 si è svolto tra il 26 luglio e il 28 luglio del 2001. A occuparsi dell'organizzazione è stata la società The International Event Partnership, che ha deciso di riproporre l'esperienza positiva dell'edizione del 2000 vinta dal Barcellona. Tutti gli incontri sono stati disputati all'Amsterdam ArenA nei Paesi Bassi.
Il torneo è giunto alla sua ventunesima edizione (terza nel suo nuovo formato) ed è stato vinto dagli olandesi dall'Ajax che sono riusciti a prevalere sugli altri club partecipanti, l'Liverpool, il Milan e il Valencia.

#### Classifica
| Squadra      | Pt | G | V | N | P | RF | RS | DR |
| ------------ | -- | - | - | - | - | -- | -- | -- |
| 1. Ajax      | 6  | 2 | 1 | 0 | 1 | 3  | 2  | +1 |
| 2. Milan     | 5  | 2 | 1 | 0 | 1 | 2  | 2  | 0  |
| 3. Valencia  | 5  | 2 | 1 | 0 | 1 | 2  | 2  | 0  |
| 3. Liverpool | 5  | 2 | 1 | 0 | 1 | 2  | 3  | -1 |

#### Incontri
| Amsterdam 26 luglio 2001 | Ajax | 0 – 1 | Milan | Amsterdam ArenA |

| Amsterdam 26 luglio 2001 | Valencia | 0 – 1 | Liverpool | Amsterdam ArenA |

| Amsterdam 28 luglio 2001 | Valencia | 2 – 1 | Milan | Amsterdam ArenA |

| Amsterdam 28 luglio 2001 | Ajax | 3 – 1 | Liverpool | Amsterdam ArenA |

### 2002

#### Informazioni[4]
Il Torneo di Amsterdam 2002, si è svolto tra il 2 agosto e il 4 agosto del 2002. A occuparsi dell'organizzazione è stata la società The International Event Partnership, che ha deciso di riproporre l'esperienza positiva dell'edizione del 2001. Tutti gli incontri sono stati disputati all'Amsterdam ArenA nei Paesi Bassi.
Il torneo è giunto alla sua ventiduesima edizione (quarta nel suo nuovo formato) ed è stato vinto dagli olandesi dall'Ajax per la seconda volta consecutiva, che sono riusciti a prevalere sugli altri club partecipanti, il Barcellona, il Manchester Utd e il Parma.

#### Classifica
| Squadra           | Pt | G | V | N | P | RF | RS | DR |
| ----------------- | -- | - | - | - | - | -- | -- | -- |
| 1. Ajax           | 12 | 2 | 2 | 0 | 0 | 6  | 4  | +2 |
| 2. Barcellona     | 10 | 2 | 1 | 0 | 1 | 7  | 6  | +1 |
| 3. Manchester Utd | 7  | 2 | 1 | 0 | 1 | 4  | 2  | +2 |
| 3. Parma          | 2  | 2 | 0 | 0 | 2 | 2  | 7  | -5 |

#### Incontri
| Amsterdam 2 agosto 2002 | Parma | 2 – 4 | Barcellona | Amsterdam ArenA |

| Amsterdam 2 agosto 2002 | Ajax | 2 – 1 | Manchester Utd | Amsterdam ArenA |

| Amsterdam 4 agosto 2002 | Parma | 0 – 3 | Manchester Utd | Amsterdam ArenA |

| Amsterdam 4 agosto 2002 | Ajax | 4 – 3 | Barcellona | Amsterdam ArenA |

### 2003

#### Informazioni[5]
Il Torneo di Amsterdam 2003, conosciuto anche come The Sony Amsterdam Tournament 2003, si è svolto tra il 1º agosto e il 3 agosto del 2003. A occuparsi dell'organizzazione è stata la società The International Event Partnership, che ha deciso di riproporre l'esperienza positiva dell'edizione del 2002. Tutti gli incontri sono stati disputati all'Amsterdam ArenA nei Paesi Bassi.
Il torneo è giunto alla sua ventitreesima edizione (quinta nel suo nuovo formato) ed è stato vinto dagli olandesi dall'Ajax per la terza volta consecutiva, che sono riusciti a prevalere sugli altri club partecipanti, il Galatasaray, l'Inter e il Liverpool.

#### Classifica
| Squadra        | Pt | G | V | N | P | RF | RS | DR |
| -------------- | -- | - | - | - | - | -- | -- | -- |
| 1. Ajax        | 7  | 2 | 1 | 1 | 0 | 3  | 0  | +3 |
| 2. Inter       | 6  | 2 | 1 | 0 | 1 | 3  | 3  | 0  |
| 3. Galatasaray | 5  | 2 | 1 | 0 | 1 | 2  | 4  | -2 |
| 3. Liverpool   | 2  | 2 | 0 | 1 | 1 | 1  | 2  | -1 |

#### Incontri
| Amsterdam 1º agosto 2003 | Galatasaray | 0 – 3 | Inter | Amsterdam ArenA |

| Amsterdam 1º agosto 2003 | Ajax | 0 – 0 | Liverpool | Amsterdam ArenA |

| Amsterdam 3 agosto 2003 | Galatasaray | 2 – 1 | Liverpool | Amsterdam ArenA |

| Amsterdam 3 agosto 2003 | Ajax | 3 – 0 | Inter | Amsterdam ArenA |

### 2004

#### Informazioni[6]
Il Torneo di Amsterdam 2004, conosciuto anche come The Sony Amsterdam Tournament 2004, si è svolto tra il 30 luglio e il 1º agosto del 2004. A occuparsi dell'organizzazione è stata la società The International Event Partnership, che ha deciso di riproporre l'esperienza positiva dell'edizione del 2003. Tutti gli incontri sono stati disputati all'Amsterdam ArenA nei Paesi Bassi.
Il torneo è giunto alla sua ventiquattresima edizione (sesta nel suo nuovo formato) ed è stato vinto dagli olandesi dall'Ajax per la quarta volta consecutiva, che sono riusciti a prevalere sugli altri club partecipanti, l'Arsenal, il Panathīnaïkos e il River Plate.

#### Classifica
| Squadra          | Pt | G | V | N | P | RF | RS | DR |
| ---------------- | -- | - | - | - | - | -- | -- | -- |
| 1. Ajax          | 7  | 2 | 1 | 1 | 0 | 3  | 2  | +1 |
| 2. River Plate   | 5  | 2 | 1 | 1 | 0 | 1  | 0  | +1 |
| 3. Arsenal       | 2  | 2 | 0 | 2 | 0 | 0  | 0  | 0  |
| 3. Panathīnaïkos | 2  | 2 | 0 | 0 | 2 | 2  | 4  | -2 |

#### Incontri
| Amsterdam 30 luglio 2004 | Arsenal | 0 – 0 | River Plate | Amsterdam ArenA |

| Amsterdam 30 luglio 2004 | Ajax | 3 – 2 | Panathīnaïkos | Amsterdam ArenA |

| Amsterdam 1º agosto 2004 | Panathīnaïkos | 0 – 1 | River Plate | Amsterdam ArenA |

| Amsterdam 1º agosto 2004 | Ajax | 0 – 0 | Arsenal | Amsterdam ArenA |

### 2005

#### Informazioni[7]
Il Torneo di Amsterdam 2005, conosciuto anche come The LG Amsterdam Tournament 2005, si è svolto tra il 29 luglio e il 31 luglio del 2005. A occuparsi dell'organizzazione è stata la società The International Event Partnership, che ha deciso di riproporre l'esperienza positiva dell'edizione del 2004. Tutti gli incontri sono stati disputati all'Amsterdam ArenA nei Paesi Bassi.
Il torneo è giunto alla sua venticinquesima edizione (settima nel suo nuovo formato) ed è stato vinto dagli inglesi dell'Arsenal fermando così la corsa degli olandesi dell'Ajax, sono riusciti a prevalere anche sugli altri club partecipanti, il Porto e il Boca Juniors.

#### Classifica
| Squadra         | Pt | G | V | N | P | RF | RS | DR |
| --------------- | -- | - | - | - | - | -- | -- | -- |
| 1. Arsenal      | 9  | 2 | 2 | 0 | 0 | 3  | 1  | +2 |
| 2. Porto        | 6  | 2 | 1 | 0 | 1 | 2  | 2  | 0  |
| 3. Boca Juniors | 4  | 2 | 1 | 0 | 1 | 1  | 2  | -1 |
| 3. Ajax         | 0  | 2 | 0 | 0 | 2 | 0  | 2  | -2 |

#### Incontri
| Amsterdam 29 luglio 2005 | Porto | 2 – 0 | Boca Juniors | Amsterdam ArenA |

| Amsterdam 29 luglio 2005 | Ajax | 0 – 1 | Arsenal | Amsterdam ArenA |

| Amsterdam 31 luglio 2005 | Porto | 1 – 2 | Arsenal | Amsterdam ArenA |

| Amsterdam 31 luglio 2005 | Ajax | 0 – 1 | Boca Juniors | Amsterdam ArenA |

### 2006

#### Informazioni[8]
Il Torneo di Amsterdam 2006, conosciuto anche come LG Amsterdam Tournament 2006, è stato disputato tra il 4 e il 5 agosto del 2006 ed è stato organizzato dalla società The International Event Partnership. Tutti gli incontri sono stati disputati all'Amsterdam ArenA nei Paesi Bassi.
Giunto alla sua ventiseiesima edizione (ottava nel suo nuovo formato) è stato vinto dal Manchester United che è riuscito a prevalere sulle altre tre squadre partecipanti, la squadra di casa l'Ajax, i portoghesi del Porto e gli italiani dell'Inter.

#### Classifica
| Squadra           | Pt | G | V | N | P | RF | RS | DR |
| ----------------- | -- | - | - | - | - | -- | -- | -- |
| 1. Manchester Utd | 10 | 2 | 2 | 0 | 0 | 4  | 1  | +3 |
| 2. Inter          | 8  | 2 | 1 | 1 | 0 | 4  | 3  | +1 |
| 4. Porto          | 6  | 2 | 0 | 0 | 2 | 3  | 6  | -3 |
| 3. Ajax           | 2  | 2 | 0 | 1 | 1 | 1  | 2  | -1 |

#### Incontri
| Amsterdam 4 agosto 2006, ore 19:00 | Manchester Utd | 3 – 1 | Porto | Amsterdam ArenA |

| Amsterdam 4 agosto 2006, ore 21:15                        | Ajax      | 1 – 1      | Inter | Amsterdam ArenA |
| \| \| \| \| \| Sneijder 85’ \| Marcatori \| 18’ Solari \| |           |            |       |                 |
|                                                           |           |            |       |                 |
| Sneijder 85’                                              | Marcatori | 18’ Solari |       |                 |

| Amsterdam 5 agosto 2006, ore 19:00                                                  | Porto     | 2 – 3                       | Inter | Amsterdam ArenA |
| \| \| \| \| \| Adriano, 90’ Čech 80’ \| Marcatori \| 7’ Pizarro, 8’, 38’ Martins \| |           |                             |       |                 |
|                                                                                     |           |                             |       |                 |
| Adriano, 90’ Čech 80’                                                               | Marcatori | 7’ Pizarro, 8’, 38’ Martins |       |                 |

| Amsterdam 5 agosto 2006, ore 21:15 | Ajax | 0 – 1 | Manchester Utd | Amsterdam ArenA |

### 2007

#### Informazioni[9]
Il Torneo di Amsterdam 2007, conosciuto anche come LG Amsterdam Tournament 2007, è stato disputato tra il 2 e il 4 agosto del 2007 ed è stato organizzato dalla società The International Event Partnership. Tutti gli incontri sono stati disputati all'Amsterdam ArenA, nei Paesi Bassi.
Giunto alla sua ventisettesima edizione (nona nel suo nuovo formato) è stato vinto dall'Arsenal che è riuscito a prevalere sulle altre tre squadre partecipanti, la squadra di casa l'Ajax, gli spagnoli dell'Atlético Madrid e gli italiani della Lazio .

#### Classifica
| Squadra            | Pt | G | V | N | P | RF | RS | DR |
| ------------------ | -- | - | - | - | - | -- | -- | -- |
| 1. Arsenal         | 9  | 2 | 2 | 0 | 0 | 3  | 1  | +2 |
| 2. Atlético Madrid | 6  | 2 | 1 | 0 | 1 | 3  | 3  | 0  |
| 3. Ajax            | 5  | 2 | 1 | 0 | 1 | 2  | 1  | +1 |
| 4. Lazio           | 2  | 2 | 0 | 0 | 2 | 2  | 5  | -3 |

#### Incontri
| Arbitro: | Bas Nijhuis |

|            |           |                           |
| Pandev 42’ | Marcatori | 19’ Bendtner, 55’ Eduardo |

| Arbitro: | Eric Braamhaar |

|                         |           |  |
| Gabri, 49’ Sneijder 47’ | Marcatori |  |

| Arbitro: | Ruud Bossen |

|                                         |           |           |
| Braulio, 66’ Luis García, 69’ Reyes 39’ | Marcatori | 67’ Mauri |

| Arbitro: | Kevin Blom |

|  |           |                |
|  | Marcatori | 86’ van Persie |

### 2008

#### Informazioni[10]
Il Torneo di Amsterdam 2008, conosciuto anche come LG Amsterdam Tournament 2008, si è disputato l'8 e il 9 agosto del 2008 ed è stato organizzato dalla società The International Event Partnership. Tutti gli incontri sono stati disputati all'Amsterdam ArenA nei Paesi Bassi.
Giunto alla sua ventottesima edizione (decima nel suo nuovo formato), vi hanno partecipato Arsenal, Ajax, gli spagnoli del Siviglia e gli italiani dell'Inter.

#### Classifica
| Squadra     | Pt | G | V | N | P | RF | RS | DR |
| ----------- | -- | - | - | - | - | -- | -- | -- |
| 1. Arsenal  | 8  | 2 | 1 | 1 | 0 | 4  | 3  | +1 |
| 3. Inter    | 5  | 2 | 1 | 1 | 0 | 1  | 0  | +1 |
| 3. Siviglia | 3  | 2 | 0 | 2 | 0 | 1  | 1  | 0  |
| 2. Ajax     | 2  | 2 | 0 | 0 | 2 | 2  | 4  | -2 |

#### Incontri
| Amsterdam 8 agosto 2008, ore 19.00 | Inter       | 0 – 0 | Siviglia | Amsterdam ArenA\| Arbitro: \| Bas Nijhuis \| |
| Arbitro:                           | Bas Nijhuis |       |          |                                              |

| Arbitro: | Eric Braamhaar |

|                           |           |                                 |
| Suarez, 36’ Huntelaar 34’ | Marcatori | 67’, 83’ Adebayor, 75’ Bendtner |

| Arbitro: | Ruud Bossen |

|         |           |               |
| Vela 4’ | Marcatori | 79’ Chevanton |

| Arbitro: | Kevin Blom |

|  |           |            |
|  | Marcatori | 5’ Adriano |

### 2009

#### Informazioni[11]
Il Torneo di Amsterdam 2009, conosciuto anche come LG Amsterdam Tournament 2009, si è disputato il 24 e il 26 luglio del 2009 ed è stato organizzato dalla società The International Event Partnership. Tutti gli incontri sono stati disputati all'Amsterdam ArenA nei Paesi Bassi.
Giunto alla sua ventinovesima edizione (undicesima nel suo nuovo formato), vi hanno partecipato i portoghesi del Benfica, Ajax, gli spagnoli dell'Atlético Madrid e il Sunderland.

#### Classifica
| Squadra            | Pt | G | V | N | P | RF | RS | DR |
| ------------------ | -- | - | - | - | - | -- | -- | -- |
| 1. Benfica         | 11 | 2 | 2 | 0 | 0 | 5  | 2  | +3 |
| 3. Ajax            | 6  | 2 | 0 | 1 | 1 | 5  | 6  | -1 |
| 3. Sunderland      | 5  | 2 | 1 | 0 | 1 | 2  | 2  | 0  |
| 2. Atlético Madrid | 4  | 2 | 0 | 1 | 1 | 3  | 5  | -2 |

#### Incontri
| Arbitro: | Reinold Wiedemeijer |

|  |           |                                 |
|  | Marcatori | 32’ (rig.) Cardozo, 36’ Pereira |

| Amsterdam 24 luglio 2009, ore 21.15                                                                                 | Ajax      | 3 – 3                                     | Atlético Madrid | Amsterdam ArenA |
| \| \| \| \| \| Cvitanich, 70’ Rommedahl, 90’ Suarez 8’ \| Marcatori \| 30’ Simao, 41’ Agüero, 76’ Maxi Rodríguez \| |           |                                           |                 |                 |
| |           |                                           |                 |                 |
| Cvitanich, 70’ Rommedahl, 90’ Suarez 8’                                                                             | Marcatori | 30’ Simao, 41’ Agüero, 76’ Maxi Rodríguez |                 |                 |

| Arbitro: | Richard Liesveld |

|                            |           |  |
| Richardson 45’ (rig.), 86’ | Marcatori |  |

| Amsterdam 26 luglio 2009, ore 21:15                                                                   | Ajax      | 2 – 3 referto                             | Benfica | Amsterdam ArenA |
| \| \| \| \| \| Donald, 77’ Rommedahl 44’ \| Marcatori \| 8’ (aut.) Aissati, 31’ Di María, 55’ Luiz \| |           |                                           |         |                 |
| |           |                                           |         |                 |
| Donald, 77’ Rommedahl 44’                                                                             | Marcatori | 8’ (aut.) Aissati, 31’ Di María, 55’ Luiz |         |                 |